# 徳永善也
徳永 善也（とくなが よしや、1964年6月7日 - 2004年8月17日）は、日本のドラマー。元チェッカーズのドラムス担当。「クロベエ」の愛称で親しまれた。身長174cm。血液型はA型。福岡県久留米市出身。

## 経歴
愛称の「クロベエ」は、小学生時代によく黒いジャンパーを着ていたことに由来する。
1981年3月、TNCテレビ西日本で放送されていた音楽番組「エルモーション・ラグ」に、当時所属していたアマチュアバンド、"キューティースー"のドラマーとして出演。高校1年生ながら安定した演奏は久留米のアマチュアバンド仲間の間では有名だったという。
1980年に結成したチェッカーズは、幾度かメンバーチェンジを行っていた。徳永の演奏力の高さを耳にしたメンバーがまるで攫うかのように車に連れ込み、「うちのバンドに入らなければ山に埋める」と半ば脅されて加入した、というエピソードを徳永本人だけではなくチェッカーズのメンバーも頻繁に語っていた。　
チェッカーズは1981年9月、ヤマハ・ライトミュージック・コンテスト全国大会においてグランプリを受賞。プロデビューの話が持ち込まれたが、鶴久政治が高校3年で、徳永と藤井尚之は高校2年であったため「メンバー全員が高校を卒業してから」と保留した（上記以外のメンバー4人はこの年の3月に高校を卒業していて、社会人や大学生となっていた）。
1983年、高校卒業後すぐに上京。メンバーと寮で共同生活をしながら約半年、プロ活動に向けてレッスンを詰んだ。同年9月に「ギザギザハートの子守唄」でデビュー。1992年のバンド解散まで在籍した。音楽活動の他にステージやバラエティ番組などでひょうきんなキャラクターを見せた（チェッカーズ時代のその他活動は「チェッカーズ#略歴」項を参照）。
チェッカーズ解散後の1993年、ロックバンド『Little Bach』を結成。徳永がリーダーとなり、準備期間を経て1995年より本格的に活動を開始。デビュー曲『眠れぬ美女』は、同年1月から3月まで東海テレビの昼ドラマ枠にて放送されたテレビドラマ「指輪」の主題歌に使用され、同年4月4日からレギュラーラジオ番組「LBillian Night」（Kiss-FM KOBE、1996年3月29日まで）も開始されるなど、スリースタープロが総力を挙げて売り出したバンドであった。1995年は3枚のシングルをリリース。しかし、CDの売上・ライブ動員数ともに伸びず、1996年2月にはメインボーカルの小田切光が脱退すると更に活動は失速した。1998年2月28日に事務所決定により解散。
徳永は事務所を退所、一時は芸能活動を全て停止し、大型トラックの運転手をして生活していた時もあったという。
鶴久のレコーディングとライブにドラマーとして参加・出演していた。2002年、博多時代から親交のある隈富太郎がきっかけで、隈が率いるバンド、『WILD-G』に加入。当時、このバンドのサウンドプロデュースを武内が務めていた。
2003年、『WILD-G』の活動と並行して、チェッカーズ時代の仲間である武内・大土井・尚之とアブラーズを結成。
精力的に音楽活動を行っていたが、間もなくして舌癌を患い、入退院を繰り返した。2004年7月23日に開催したアブラーズのイベント「あぶらまつり」が最後のステージとなった。同年8月17日、同疾患により40歳で死去。生涯独身であった。

## 逸話
徳永の実父は会社を経営していたが、仕事で運転していた車での踏切事故で1985年末に他界。この事故についての補償など事後処理は、チェッカーズの所属事務所・スリースタープロが行なったという。チェッカーズは1992年末で解散、藤井郁弥（のちの藤井フミヤ）・尚之・武内享・大土井裕二はスリースタープロを事情あって退所したが、徳永は高杢禎彦・鶴久政治とともにスリースタープロに残った。これは踏切事故補償での義理を徳永が通したからだといわれる。
1985年7月5日にリリースされたチェッカーズ7枚目のシングル「俺たちのロカビリーナイト」のB面「青い目のHigh School Queen」の作曲者は徳永でチェッカーズ時代の唯一のソロ曲であった。
C-C-Bの笠浩二とは同じ福岡県生まれのドラマーということもあり親交が深く、チェッカーズ解散についても真っ先に笠に報告したという。
TH eROCKERSの再結成時のギタリスト・角英明とは親戚である。

## ビデオ
- 徳永善也 第一回監督作品 『素顔 THE CHECKERS in LONDON/NEW YORK』（1988年）